# Alfonso d'Altavilla
Alfonso d'Altavilla ((LT)  Anfusus; 1122 circa – 10 ottobre 1144) è stato un cavaliere normanno. Fu principe di Capua dal 1135 fino alla sua morte.

## Biografia
Era il terzo figlio di Ruggero II di Sicilia e di Elvira di Castiglia; ebbe il nome del nonno materno Alfonso VI di Castiglia; la nonna materna era Isabella di Siviglia, quarta moglie di Alfonso VI, probabilmente si trattava di Zaida, la nuora convertita di Muhammad al-Muʿtamid di Siviglia.
Sebbene non si conosca la sua data di nascita (1120/1122), Alfonso era abbastanza cresciuto da intraprendere una guerra per difendere il suo feudo quando, nel 1135, il re suo padre gli diede il Principato di Capua dopo aver detronizzato il principe ribelle Roberto II, della Casata dei Drengot.
Ruggero II incaricò il suo cancelliere Guarino di agire in qualità di amministratore del giovane Alfonso.
Capua entrò a tutti gli effetti nella sfera d'influenza degli Altavilla.
Il 25 luglio 1139, con il trattato di Mignano, Alfonso ricevette il riconoscimento papale di Innocenzo II, assumendo la stessa posizione dei precedenti principi Drengot.

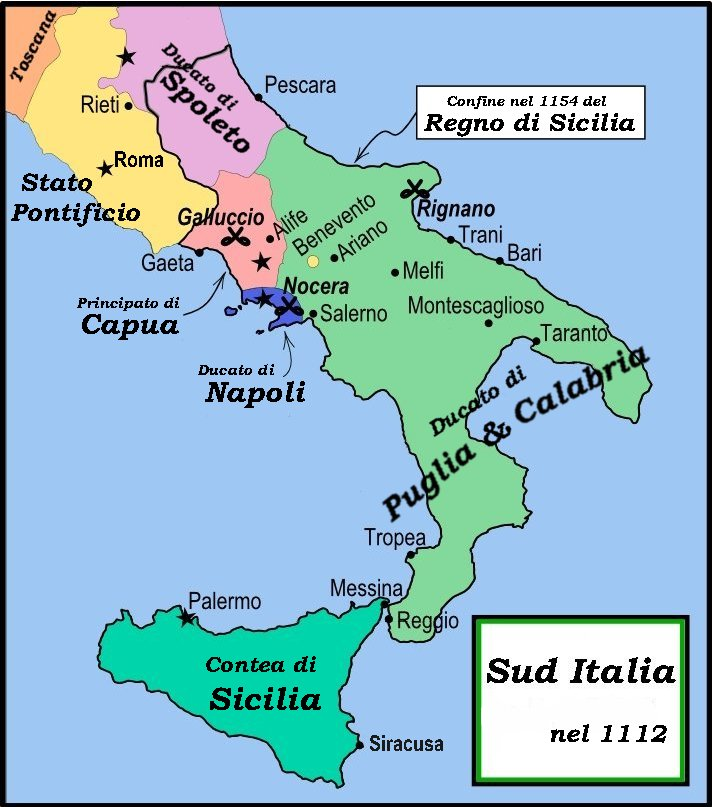
Il Mezzogiorno nel 1112.

La morte di Sergio VII di Napoli, nella battaglia di Rignano del 1137 aprì per Ruggero l'opportunità di assicurarsi la signoria di Napoli, perché nei due anni successivi i baroni napoletani non giunsero ad un accordo sulla successione, Ruggero poté stabilire un controllo diretto sul Ducato di Napoli, nominando Alfonso nuovo duca di Napoli.
Nell'aprile 1140, con il fratello maggiore Ruggero III, nominato dal padre duca di Puglia, invase l'Abruzzo, conquistando molte terre, inclusa l'importante città costiera di Pescara.
Egli estese i suoi domini fino al fiume Tronto. A decorrere dall'estate dello stesso anno ebbero poi inizio, a suggello delle nuove conquiste, le assise di Ariano; lo stesso Alfonso prese parte alla sessione di Silva Marca (presso la città di Ariano), tenutasi nel 1142.
Morì il 10 ottobre 1144 durante una seconda invasione insieme al fratello, questa volta contro papa Lucio II, in Lazio, dove essi presero Rieti e Cagnano Amiterno.

## Ascendenza
|                       |                           |                              | Genitori                   |  |  | Nonni |  |  | Bisnonni             |  |  | Trisnonni |  |
|                       |                           |                              |                            |  |  |       |  |  | Tancredi d'Altavilla |  |  | …         |  |
|                       |                           |                              |                            |  |  |       |  |  | Tancredi d'Altavilla |  |  | …         |  |
|                       |                           | …                            |                            |  |  |       |  |  | Tancredi d'Altavilla |  |  |           |  |
| Ruggero I di Sicilia  |                           |                              |                            |  |  |       |  |  | Tancredi d'Altavilla |  |  |           |  |
|                       |                           | Fresenda                     | Riccardo I di Normandia    |  |  |       |  |  |                      |  |  |           |  |
|                       |                           | Fresenda                     | Riccardo I di Normandia    |  |  |       |  |  |                      |  |  |           |  |
|                       |                           | Fresenda                     | …                          |  |  |       |  |  |                      |  |  |           |  |
| Ruggero II di Sicilia |                           | Fresenda                     |                            |  |  |       |  |  |                      |  |  |           |  |
|                       |                           | Manfredo Incisa del Vasto    | Teuto di Savona            |  |  |       |  |  |                      |  |  |           |  |
|                       |                           | Manfredo Incisa del Vasto    | Teuto di Savona            |  |  |       |  |  |                      |  |  |           |  |
|                       |                           | Manfredo Incisa del Vasto    | Berta di Torino            |  |  |       |  |  |                      |  |  |           |  |
| Adelasia del Vasto    |                           | Manfredo Incisa del Vasto    |                            |  |  |       |  |  |                      |  |  |           |  |
|                       |                           | …                            | …                          |  |  |       |  |  |                      |  |  |           |  |
|                       |                           | …                            | …                          |  |  |       |  |  |                      |  |  |           |  |
|                       |                           | …                            | …                          |  |  |       |  |  |                      |  |  |           |  |
| Alfonso d'Altavilla   |                           | …                            |                            |  |  |       |  |  |                      |  |  |           |  |
|                       | Ferdinando I di Castiglia | Sancho III Garcés di Navarra |                            |  |  |       |  |  |                      |  |  |           |  |
|                       | Ferdinando I di Castiglia | Sancho III Garcés di Navarra |                            |  |  |       |  |  |                      |  |  |           |  |
|                       | Ferdinando I di Castiglia | Munia di Castiglia           |                            |  |  |       |  |  |                      |  |  |           |  |
| Alfonso VI di León    | Ferdinando I di Castiglia |                              |                            |  |  |       |  |  |                      |  |  |           |  |
|                       |                           | Sancha I di León             | Alfonso V di León          |  |  |       |  |  |                      |  |  |           |  |
|                       |                           | Sancha I di León             | Alfonso V di León          |  |  |       |  |  |                      |  |  |           |  |
|                       |                           | Sancha I di León             | Elvira Garcés di Castiglia |  |  |       |  |  |                      |  |  |           |  |
| Elvira di Castiglia   |                           | Sancha I di León             |                            |  |  |       |  |  |                      |  |  |           |  |
|                       |                           | Ahmed I di Denia             | …                          |  |  |       |  |  |                      |  |  |           |  |
|                       |                           | Ahmed I di Denia             | …                          |  |  |       |  |  |                      |  |  |           |  |
|                       |                           | Ahmed I di Denia             | …                          |  |  |       |  |  |                      |  |  |           |  |
| Isabella di Siviglia  |                           | Ahmed I di Denia             |                            |  |  |       |  |  |                      |  |  |           |  |
|                       |                           | …                            | …                          |  |  |       |  |  |                      |  |  |           |  |
|                       |                           | …                            | …                          |  |  |       |  |  |                      |  |  |           |  |
|                       |                           | …                            | …                          |  |  |       |  |  |                      |  |  |           |  |
|                       |                           | …                            |                            |  |  |       |  |  |                      |  |  |           |  |